# Vinyltrimethoxysilan
Vinyltrimethoxysilan ist eine chemische Verbindung aus der Gruppe der siliciumorganischen Verbindungen und Alkyloxysilane. Die Verbindung steht auf der Liste der CoRAP-Stoffe.

## Eigenschaften
Vinyltrimethoxysilan ist eine leicht entzündbare, hellgelbe Flüssigkeit mit fruchtigem Geruch, die sich in Wasser zersetzt.

## Verwendung
Vinyltrimethoxysilan wird als chemisches Zwischenprodukt zur Herstellung anderer Chemikalien oder als Monomer bei der Herstellung von vinylfunktionellen Siliconpolymeren verwendet. Die Verwendung von Vinyltrimethoxysilan in Beschichtungen soll die Haftung zwischen organischen Polymeren und mineralischen Oberflächen wie Pigmenten, Füllstoffen und Glas- oder Metallsubstraten verbessern. Es wird in dekorativen Beschichtungsprodukten auf Wasserbasis und auch als Vernetzer und Haftvermittler in handelsüblichen Silicondichtstoffen eingesetzt.

## Sicherheitshinweise
Die Dämpfe von Vinyltrimethoxysilan können mit Luft ein explosionsfähiges Gemisch (Flammpunkt 23 °C, Zündtemperatur 235 °C) bilden.